# Wittnau (Brisgovia)
Wittnau es un municipio en el distrito de Brisgovia-Alta Selva Negra en el sudoeste de Baden-Wurtemberg.

## Geografía

### Ubicación geográfica
Wittnau está situado aproximadamente 7 km al sur de Friburgo en medio del Valle de Brujas que se extiende entre el Schönberg («Monte Hermoso»)y la Selva Negra.

### Estructura administrativa
Al municipio Wittnau pertenecen los pueblos Wittnau y Biezighofen, las aldeas Eck y Haseln y los caseríos Fahrnau, Stöckenhöfen y Stöckenmühle.
|                              |
| Wittnau con el Monte Hermoso |

|                        |
| Desde el Monte Hermoso |

|                           |
| Iglesia Asunción de María |

|                     |
| Sendero de mendigos |

- Datos: Q538724
- Multimedia: Wittnau (Breisgau) / Q538724

1. ↑  Worldpostalcodes.org, código postal n.º 79299.